# کالیفرنیا ولی (کالیفرنیا)
کالیفرنیا ولی (به انگلیسی: California Valley) یک منطقهٔ مسکونی در ایالات متحده آمریکا است که در شهرستان سن لوییز اوبیسپو، کالیفرنیا واقع شده‌است. کالیفرنیا ولی ۹۷٫۵ کیلومتر مربع مساحت دارد ۶۰۰٫۴۶ متر بالاتر از سطح دریا واقع شده‌است.